# Castelverde
Castelverde – miejscowość i gmina we Włoszech, w regionie Lombardia, w prowincji Cremona.
Według danych na rok 2004 gminę zamieszkiwały 4924 osoby, 164,1 os./km².